# Gradiente protonico elettrochimico transmembrana
Il gradiente protonico elettrochimico transmembrana (gpet) è un meccanismo vitale fondamentale attivo nei mitocondri  che permette di generare un potenziale elettrochimico nell'ambito della catena di trasporto degli elettroni. L'energia potenziale dei protoni produce la sintesi finale di ATP, in cui l'energia è immagazzinata in una forma utilizzabile dall'organismo.

## Descrizione
Per comprendere il gpet è utile soffermarsi sulle singole definizioni delle quattro parole che ne compongono il nome.
- Gradiente di concentrazione: (compare nella legge di Fick);
- Protonico: indica che il gradiente si riferisce ai protoni (H+);
- Elettrochimico: parola composta dei termini elettrico e chimico, rispettivamente riferiti alla carica elettrica (+1) e alla concentrazione degli ioni H+ (protoni);
- Transmembrana: indica che il gradiente si instaura ai due lati di una membrana, nel mitocondrio all'interfaccia della membrana mitocondriale interna (mmi).

Ricomponendo queste definizioni si può dire che il gpet è una forza dovuta ad una differenza di concentrazione (e quindi di carica) dei protoni ai due lati della membrana mitocondriale interna, generata dalla catena respiratoria a favore dello spazio intermembrana. Affinché il gpet possa mantenere il suo importante ruolo è necessario che la membrana non sia permeabile ai protoni e che siano in funzione la catena respiratoria e l'ATPasi trasportante H+ tra due settori (o ATP-sintasi), tra di loro accoppiate funzionalmente. L'ATP-sintasi riporta i protoni nella matrice cellulare generando la sintesi di ATP mediante fosforilazione dell'ADP. Se sono presenti certe sostanze, dette disaccoppianti, si osserva consumo di ossigeno senza sintesi di ATP e in questo caso il gpet viene formato e dissipato attraverso la membrana non permettendo il passaggio degli ioni H+ attraverso la pompa protonica.
Il gpet è una forma di energia e per questo compare nella formula del {\displaystyle \Delta G} sia come differenza di concentrazione, sia come differenza di potenziale elettrico:
{\displaystyle \Delta G=RT\cdot \ln \Delta c_{H}+NZe\cdot \Delta V;}
oppure utilizzando il fattore di conversione da {\displaystyle \ln } a {\displaystyle \log } e ricordando che il {\displaystyle pH} è un logaritmo decimale si può scrivere:
{\displaystyle \Delta G=\ln 10\,\,\,RT\,\,\,\Delta \,pH+NZe\,\,\Delta V;}
in cui:
- {\displaystyle \,\Delta G} è l'energia libera di trasporto associata al passaggio dei protoni, espressa in [Joule mol-1];
- {\displaystyle \,R} è la costante universale dei gas espressa in [Joule K-1 mol-1];
- {\displaystyle \,T} è la temperatura assoluta misurata in Kelvin [K];
- {\displaystyle \,\Delta c_{H}} è il rapporto tra la concentrazione dei protoni all'esterno e all'interno della membrana mitocondriale interna;
- {\displaystyle \,Z} è la quantità di cariche elementari dello ione [adimensionale];
- {\displaystyle \,e} è la carica elementare;
- {\displaystyle \,\Delta V} è il potenziale elettrico transmembrana misurato in Volt [V];